# Jack Dwan
John P. "Jack" Dwan  (Wilmette, Illinois, 3 de marzo de 1921 - Skokie, Illinois, 4 de agosto de 1993) fue un jugador de baloncesto estadounidense que disputó una temporada en la BAA, además de jugar previamente en la PBLA. Con 1,93 metros de estatura, jugaba en la posición de escolta.

## Trayectoria deportiva

### Universidad
Jugó en su etapa universitaria con los Ramblers de la Universidad Loyola Chicago.

### Profesional
Comenzó su andadura profesional con los St. Paul Saints de le efímera Professional Basketball League of America, para al año siguiente fichar por los Minneapolis Lakers de la BAA, donde tuvo como compañero de habitación George Mikan. Allí jugó una temporada en la cual se proclamó campeón de liga, tras batir en las Finales a los Washington Capitols. Dwan promedió 4,6 puntos y 2,2 asistencias por partido.

## Estadísticas de su carrera en la BAA

### Temporada regular
| Temporada | Edad | Equipo             | Liga | P  | TC  | TCA | %TC  | TL  | TLA | %TL  | ASIS | FP  | PTS |
| 1948-49   | 27   | Minneapolis Lakers | BAA  | 60 | 2.0 | 6.3 | .318 | 0.6 | 1.2 | .493 | 2.2  | 2.6 | 4.6 |
| Total     |      |                    | BAA  | 60 | 2.0 | 6.3 | .318 | 0.6 | 1.2 | .493 | 2.2  | 2.6 | 4.6 |

### Playoffs
| Temporada | Edad | Equipo             | Liga | P  | TCA | TC | TLA | TL | \| ASIS | FP | PTS | %TC  | %FT  | PTS | AST |
| 1948-49   | 27   | Minneapolis Lakers | BAA  | 10 | 7   | 29 | 4   | 9  | 9       | 22 | 18  | .241 | .444 | 1.8 | 0.9 |
| Total     |      |                    | BAA  | 10 | 7   | 29 | 4   | 9  | 9       | 22 | 18  | .241 | .444 | 1.8 | 0.9 |